# (8113) Matsue
(8113) Matsue (1996 HD1) – planetoida z pasa głównego asteroid okrążająca Słońce w ciągu 3,44 lat w średniej odległości 2,28 au. Odkryta 21 kwietnia 1996 roku.